# ليس مثلنا
ليس مثلنا (بالإنجليزية: Not Like Us) هي أغنية هجومية كتبها وسجلها مغني الراب الأمريكي كيندريك لامار وسط خلافه المعلن على نطاق واسع مع مغني الراب الكندي دريك. حطمت الأغنية العديد من الأرقام القياسية على منصة البث سبوتيفاي، وكانت رابع أغنية تحتل المركز الأول للامار على قائمة بيلبورد هوت 100 الأمريكية، كما أصبحت أكثر الأغاني حصولًا على الجوائز في تاريخ جوائز الغرامي. قوبلت بإشادة واسعة من النقاد الموسيقيين والمعجبين الذين رأوا أنها أكدت انتصار لامار في النزاع، ويعتبرها الكثيرون أفضل أغنية هجومية في الخلاف، وواحدة من أعظم الأغاني الهجومية في التاريخ.